# Borobudur

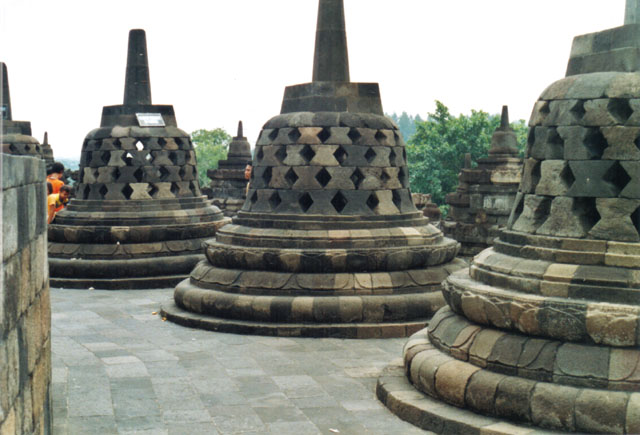
„Perforierte“ Stupas

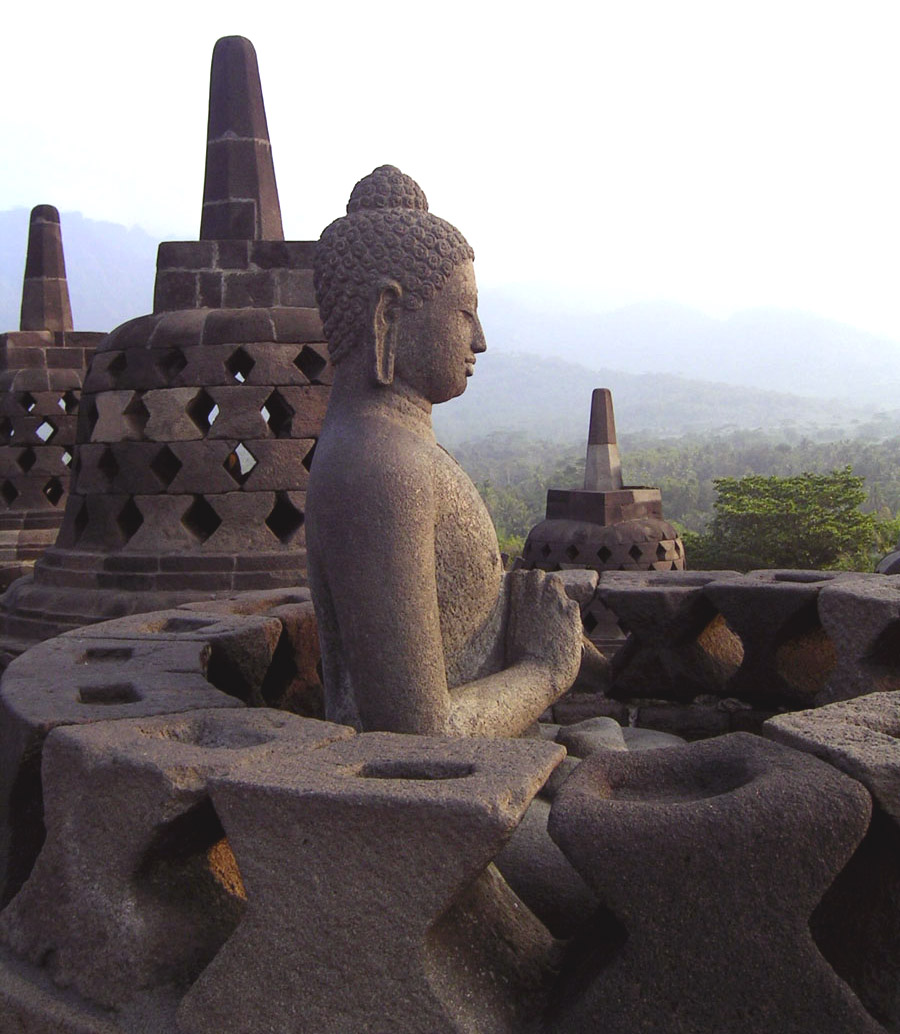
Auf der 2. kreisförmigen Terrasse der Tempelanlage

Borobudur (auch Borobodur) ist die größte buddhistische Tempelanlage der Welt.
Die kolossale Pyramide befindet sich in Magelang, rund 25 Kilometer nordwestlich von Yogyakarta auf der Insel Java in Indonesien. Der Borobudur wurde 1991 von der UNESCO als Weltkulturerbe anerkannt. Er gilt als das bedeutendste Bauwerk des Mahayana-Buddhismus auf Java.
Gebaut wurde der Stupa vermutlich zwischen 750 und 850 während der Herrschaft der Sailendra-Dynastie. Als sich das Machtzentrum Javas im 10. und 11. Jahrhundert nach Osten verlagerte (vielleicht auch in Verbindung mit dem Ausbruch des Merapi 1006), geriet die Anlage in Vergessenheit und wurde von vulkanischer Asche und wuchernder Vegetation begraben. 1814 wurde sie wiederentdeckt; im Jahr 1835 brachten Europäer sie wieder ans Tageslicht. Ein Restaurierungsprogramm von 1973 bis 1983 brachte große Teile der Anlage wieder zu früherem Glanz.
Insgesamt neun Stockwerke türmen sich auf der quadratischen Basis von 123 Metern Länge. An den Wänden der vier sich stufenartig verjüngenden Galerien befinden sich Flachreliefs in der Gesamtlänge von über fünf Kilometern, welche das Leben und Wirken Buddhas beschreiben. Darüber liegen drei sich konzentrisch verjüngende Terrassen mit insgesamt 76 Stupas, welche den Hauptstupa von fast 11 Meter Durchmesser umrahmen.
Der Bau wurde 2011 bis 2017 mit Finanz- und Sachhilfe der Bundesrepublik Deutschland restauriert.

## Lage und Umgebung
Der Borobudur wurde auf einem kleinen Hügel im Kedu-Becken gebaut, einem fruchtbaren Tal, das von Bergen umgeben ist. Im Süden und Südwesten ist das Bauwerk von den Menoreh-Bergen, im Norden und Nordosten von den Vulkanen Merapi und Merbabu und im Nordwesten von den Vulkanen Sumbing und Sindoro umgeben. Der Tempel liegt nahe der Stelle, wo der Elo in den Progo mündet. 

## Über den Namen
Der Name Borobudur ist eine Verbindung aus den Worten bara und budur; seine Bedeutung ist unklar. Bara stammt von dem Wort Vihara ab, was einen Komplex aus Tempeln, Mönchsklostern oder Schlafsälen kennzeichnet. Budur kommt aus dem Balinesischen beduhur, was so viel wie „darüber“ bedeutet. Folglich bedeutet Borobudur ein Komplex von Tempeln, Mönchsklostern oder Schlafsälen, die auf einem Hügel liegen.
In der Tat wurden Überreste von Gebäuden im nordwestlichen Teil des Hofes gefunden, die möglicherweise ein Mönchskloster waren.
JG De Casparis hat eine Entdeckung basierend auf den Inschriften von Cri Kahuluan (842 n. Chr.) gemacht. Der Name Borobudur wird augenscheinlich von dem in der Inschrift erwähnten Namen hergeleitet. Leider ist der dort erwähnte Name nicht komplett erhalten. Der volle Name wird wohl Bhumisambharabudhara gelautet haben, was so viel wie „Die Mönche der Ansammlung von Tugenden auf den zehn Stufen des Bodhisattva“ bedeutet. Ebenfalls gibt es ein Dorf in der Nähe des Borobudur mit Namen Bumisegara, was diese These stützt.

## Datum der Erbauung
Bis heute ist die exakte Zeit der Erbauung des Borobudur unbekannt; es gibt keine Schriftstücke oder Urkunden. Experten schätzen das Fertigstellungsdatum anhand einer Inschrift auf der abgedeckten Basis des Borobudur-Tempels. Diese Sanskrit-Inschriften sind in der Schreibweise Kawi verfasst. Nachdem diese Schriftzeichen mit anderen Inschriften aus Indonesien verglichen wurden, schätzen die Experten das Erstellungsdatum auf das Jahr 800.
Zentraljava wurde zu der Zeit von Königen der Sailendra-Dynastie regiert, die Anhänger des Mahayana-Buddhismus waren. Da der Borobudur ein Monument des Mahayana-Buddhismus ist, wird vermutet, dass er während der Regierungszeit dieser Könige erbaut wurde.

## Borobudur in Vergessenheit
Über anderthalb Jahrhunderte war der Borobudur das geistliche Zentrum des Buddhismus in Java. Mit dem Fall des hinduistischen Königreiches Mataram im Jahr 919 und der Verlagerung der politischen und kulturellen Aktivitäten von Zentraljava nach Ostjava wurden religiöse Bauwerke in Zentraljava wie der Borobudur vernachlässigt und verfielen nach und nach. Möglicherweise gab es um 930 einen Vulkanausbruch, der die Bevölkerung der Region vertrieb. Tropische Vegetation überwucherte die Steine. Speziell die höher gelegenen Teile brachen zusammen, während andere Teile beschädigt wurden. Der Borobudur geriet für fast 1000 Jahre in Vergessenheit. Im Jahr 1548 erschütterte ein großes Erdbeben die Insel Java und verursachte möglicherweise schwere Schäden am Monument, vielleicht auch den endgültigen Zusammenbruch der oberen Stupas.

## Wiederentdeckung und Wiederherstellung

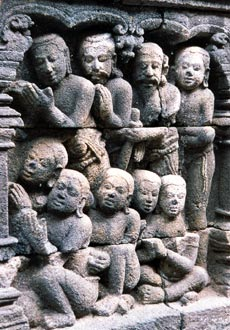
Ausschnitt aus einem Wandrelief

Bei seiner ersten Erwähnung in der Neuzeit, im Jahre 1709, wurde er nur als Borobudur-Hügel bezeichnet. Das gesamte Monument war mit Erde und Vegetation bedeckt und schien lediglich ein Hügel zu sein.
Die eigentliche Wiederentdeckung erfolgte 1814 durch Thomas Stamford Raffles, den damaligen englischen Gouverneur Javas, der auf seiner Reise nach Semarang einen Bericht erhalten hatte, demzufolge in der Gegend von Bumisegoro ein großes Monument existierte, welches Borobudur genannt wurde. Raffles wies den holländischen Ingenieur H.C. Cornellius an, eine Studie über die Lage anzufertigen. Diese ist der erste ausführliche Beleg für die Existenz und den Zustand des Borobudur. Die Zeichnung von Cornellius ist ein wichtiges Dokument über den Zustand vor dem Beginn der Freilegungen und Restaurierungen. Sonst passierte offenbar zu jener Zeit nichts weiter. Im Jahre 1835 übernahm ein Bürger von Kedu mit Namen Hortman die Initiative und säuberte die Tempelumgebung, so dass schließlich ein Teil des Schreines sichtbar wurde. Seit seiner Entdeckung durch Raffles wurde der Borobudur mehrmals restauriert.
1885 wurde das öffentliche Interesse wieder geweckt, als J. W. Ijzerman, ein holländischer Armeeingenieur, die verborgenen Reliefs von Mahakarmawibangga am Fuße des Tempels fand. Einige von ihnen waren nur noch in Umrissen erhalten – nach anderer Meinung sind sie nie fertiggestellt worden, weil der Bauplan geändert wurde und der Fuß mit einer weiteren Stützmauer verschlossen wurde. Experten machten erste Vorschläge, den Schrein zu restaurieren. Einer der Vorschläge war, die Reliefs in einem speziellen Museum sicherzustellen. Das Interesse nahm ab und der Borobudur war in Gefahr, vergessen zu werden.
1896 präsentierten die holländischen Kolonialbehörden das Monument dem thailändischen König Chulalongkorn. Er erhielt, wie das zu dieser Zeit durchaus üblich war, als Geschenk fünf Buddhastatuen, zwei Löwen, ein Makara (Wasserspeier), einige Ornamente des Einganges, Teile der Treppenaufgänge und eine ungewöhnliche, große Gopala-Statue, die vom Dagi-Hügel in der Nähe des Borobudur stammte.
Im Jahr 1900 gründeten holländische Autoritäten ein Komitee zur Restaurierung des Borobudur. Ein Mitglied des Komitees schlug vor, ein großes Zinkdach auf 400 Eisensäulen über dem Tempel zu erbauen, um ihn vor der Witterung zu schützen. Dieser Vorschlag wurde zurückgewiesen.

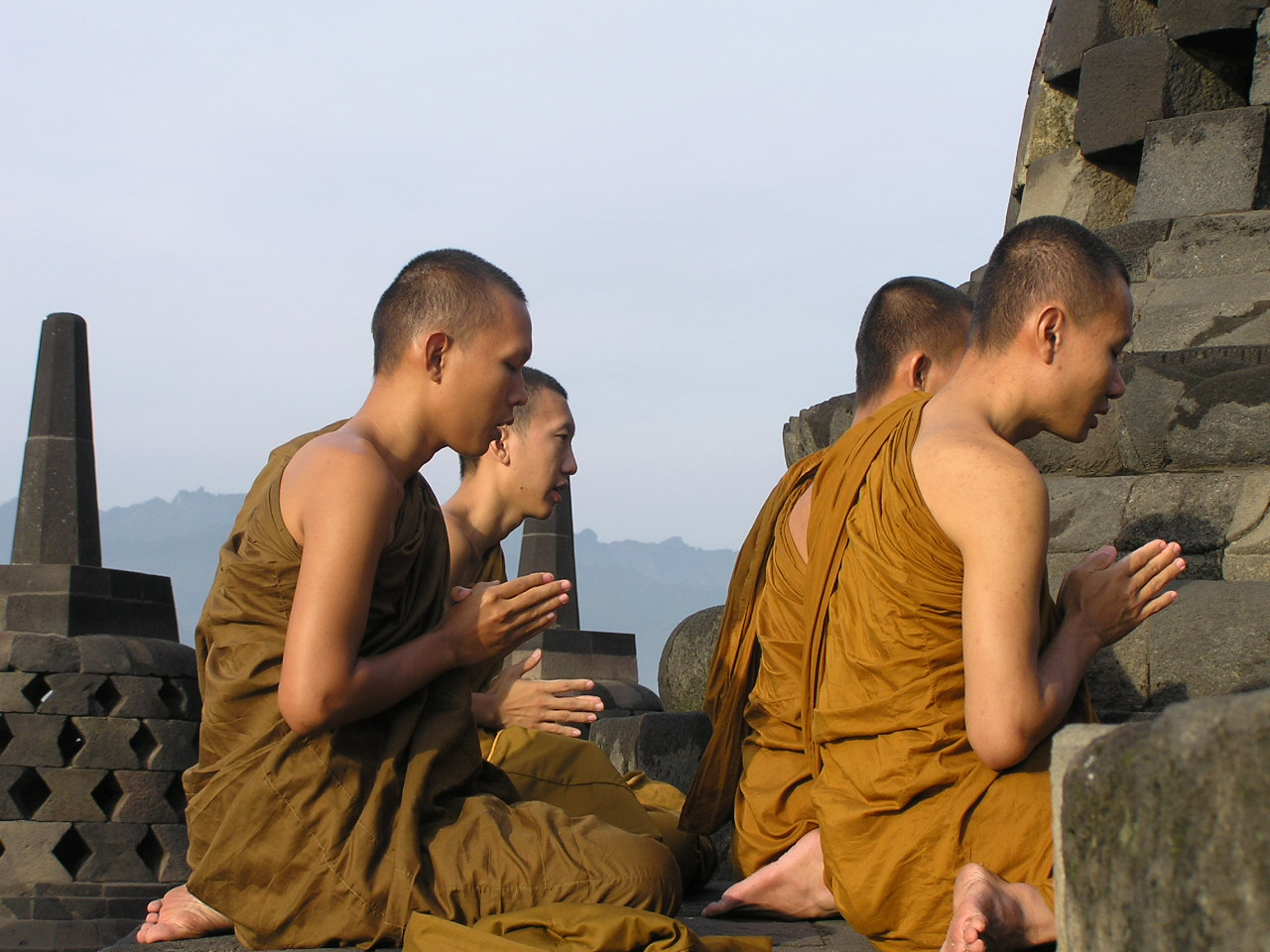
Buddhistische Mönche

1905 wurde ein Plan für die wichtigsten Messungen zur Wiederherstellung und zum Schutze des Borobudur angenommen. Unter der Leitung des Archäologen Theodor van Erp begannen die Restaurierungsarbeiten. 1911 war der Borobudur in einem besseren Zustand, zahlreiche Stupas waren wiederhergestellt, die Mauern und Bodenplatten begradigt. Es ist nicht ausgeschlossen, dass ihm die großangelegte Freilegung des Monuments ohne gleichzeitige Sicherungsmaßnahmen auf lange Sicht mehr geschadet als genutzt hat.
Im Jahr 1955 legte die indonesische Regierung der UNESCO einen neuen Plan zur Rettung des Borobudur und weiterer Tempelplätze vor. Die Regierung von Indonesien brachte selbst einen Teil des benötigten Geldes auf. 1971 hielt die UNESCO ihr erstes Treffen in Yogyakarta ab, um die Pläne zu diskutieren. 1973 startete der indonesische Staatspräsident offiziell die Restaurierungsmaßnahmen. Im Jahre 1983 schließlich, genau zehn Jahre später, waren die Arbeiten abgeschlossen und Borobudur der Öffentlichkeit wieder zugänglich.
Im November 2010 lief eine große Aktion an zur Säuberung der Tempelanlagen von saurer Asche nach einem Ausbruch des Vulkans Merapi.

## Aufbau

### Form

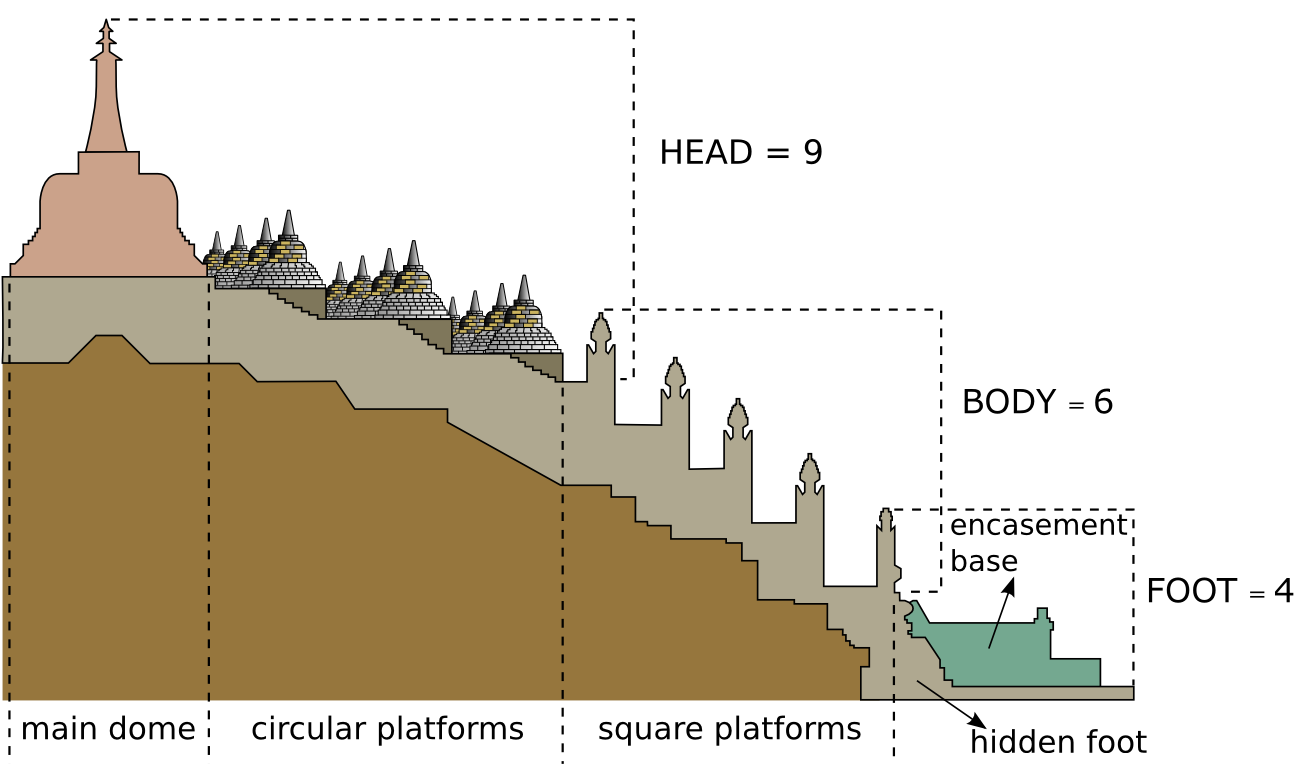
Querschnitt des Bauwerks

Grundriss

Der Borobudur wurde als Hügel mit einer inneren Steinfüllung erbaut und hat die Form einer Stufenpyramide. Wenn die Menschen ihre religiösen Aufgaben erfüllen wollten, so geschah dies in der freien Luft auf dem Umgang des Monuments. Auf vier Seiten führen Fluchten von Stufen und Aufgängen zur Spitze der Stufenpyramide.
Von außen gesehen erinnert der Borobudur an einen gemauerten Hügel. Seine Struktur besteht aus sechs quadratischen Ebenen, drei kreisförmigen Terrassen und einem zentralen, die Spitze bildenden Stupa. Der Borobudur ist reich mit buddhistischen Symbolen verziert und stellt die Nachbildung des Universums dar.
Gemäß der buddhistischen Kosmogonie ist das Universum in drei Welten unterteilt: Ārūpyadhātu (Sanskrit; Pāli Arūpaloka; tibetisch gzugs.med.pa'i khams), Rūpadhātu (Pāli: Rūpaloka; Tib: gzugs.kyi khams) und Kāmadhātu (Pāli: Kāmaloka; Tib: 'dod.pa'i khams). Kamadhatu, die „unterste“ Welt, ist die Welt der Menschen, die „Sinnenwelt“. Rupadhatu ist die Übergangswelt, in der die Menschen von ihrer körperlichen Form und weltlichen Angelegenheiten erlöst werden, die „Feinkörperliche Welt“. Arupadhatu schließlich, die Welt der Götter, ist die Welt der Perfektion und der Erleuchtung, die „Unkörperliche Welt“.
Die Architektur des Borobudur wurde in Übereinstimmung mit dieser Kosmologie gestaltet. Jeder Teil des Monuments ist einer anderen Welt gewidmet. Das Kamadhatu ist eine große rechteckige Wand außen am Fuß des Monuments. Über dieser Basis erhebt sich das Rupadhatu, das aus vier rechteckigen Terrassen mit Prozessionswegen besteht, die mit zahlreichen Statuen und 1300 szenischen und 1200 figurativen Reliefs dekoriert sind. Darüber erhebt sich das Arupadhatu, bestehend aus drei kreisförmigen Terrassen, in deren Zentrum sich eine große glockenförmige Kuppel erhebt. Gleich aus welcher Perspektive man das Bauwerk betrachtet – es ist immer schwierig, diese dreigliedrige Grundstruktur zu erkennen.
Das rechteckige Fundament ist verborgen, darauf erscheint die Stufenpyramide mit einer Kantenlänge von etwa 110 Metern. Die Architektur des Tempels besticht durch unglaubliche Präzision und zeugt von immenser menschlicher Kunstfertigkeit. 55.000 Kubikmeter Steine aus Andesit oder mehr als zwei Millionen Steinblöcke wurden vom Fluss Progo zur Baustätte geschafft. Die Felsen wurden zunächst am Fluss grob behauen, bevor sie von Elefanten und Pferden zum Monument gezogen wurden.

### Kamadhatu

Freigelegtes Fundament an der Südostecke

Die Reliefs auf der Basisebene, dem Kamadhatu, wurden mit einer Extrawand abgedeckt, bevor sie komplett fertiggestellt wurden. Es gibt zwei Theorien für diese zusätzliche Wand:
1. Die gesamte Struktur begann zu rutschen und brauchte eine Stütze.
2. Möglicherweise wurden die dargestellten Szenen später als zu freizügig empfunden.
Für Theorie 1 sprechen zwei Argumente: die imponierende Dicke der verbreiterten Basis (zum bloßen Abdecken der Reliefs wäre keine fünf Meter starke Lage an Steinen nötig gewesen) und die Tatsache, dass als Spätfolge der Restaurierung von 1911 ebenfalls die Stabilität der ganzen Anlage gefährdet war.
Während der japanischen Besatzungszeit wurden Teile der Wand entfernt, welche Reliefs aus dem Karmavibhanga enthielten, einer alten Sanskrit-Abhandlung über gute und schlechte Taten und ihre Konsequenzen. Diese Teile der Reliefs befinden sich an der südöstlichen Seite. Bei der großen Restaurierung 1973–1983 wurden alle Reliefs vorübergehend freigelegt und dokumentiert. Fotos der Reliefs sind im Archäologischen Museum des Komplexes ausgestellt.

### Rupadhatu
Das Rupadhatu beginnt mit der ersten Terrasse. Wenn wir uns nach links den Korridor herunterwenden, sehen wir auf den 120 Hauptreliefs das Leben des Buddha dargestellt, wie es in der Lalitavistara, einer Schrift aus dem Sanskrit, überliefert ist. Auf derselben Galerie beginnt ein weiterer Zyklus, der auf der zweiten und dritten Galerie fortgesetzt wird und in 720 Reliefs die Erzählungen der 500 früheren Existenzen Buddhas illustriert. Die Reliefs der zweiten bis vierten Galerie zeigen dazu parallel die Suche Sudhanas nach Weisheit und Erleuchtung (Gandhavyuha).

### Arupadhatu

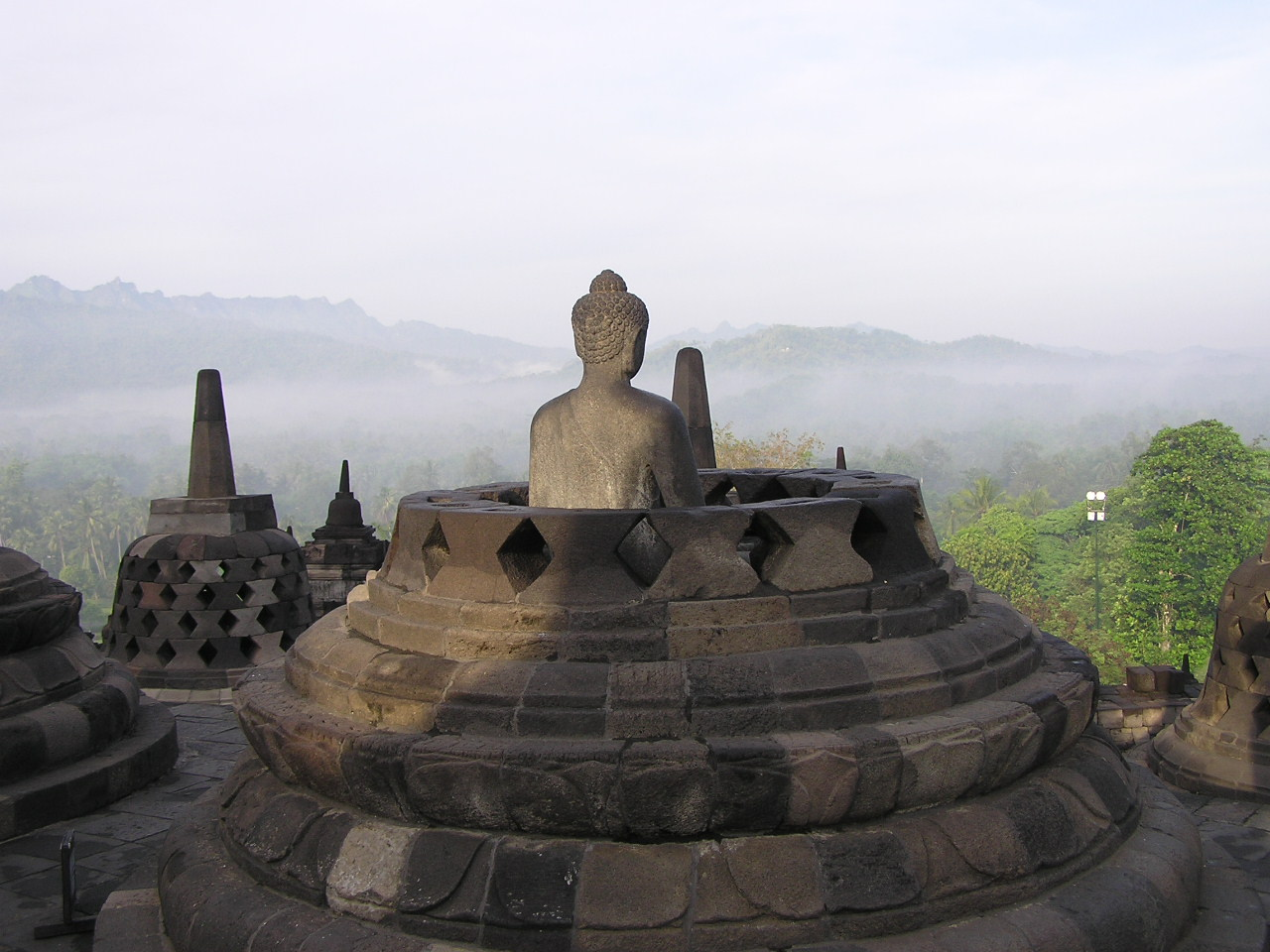
Ausblick von der Arupadhatu über das Kedu-Tal

Wenn wir das Monument emporsteigen, die Geschichten lesend und die Terrassen erklimmend, werden wir sechs Tore passieren. Vor der endgültigen, obersten Ebene, dem Arupadhatu, müssen wir durch Doppeltore zwischen der dritten und der vierten Terrassenebene gehen. Diese werden die doppelten Tore von Nirwikala genannt. Nachdem wir diese Tore passiert haben, verlässt unser Körper die materielle Gestalt, die des Rupadhatu, und geht in den körperlosen Geist über, das Arupadhatu. Das Nirwikala ist das letzte Tor, das zu der höchsten endgültigen Stufe des Buddhismus führt. Das besterhaltene Tor wurde an der Seite des Bauwerks gefunden. Sobald wir das Arupadhatu betreten, haben wir ein befreites und offenes Gefühl, anders als in den eingegrenzten, rechteckig verlaufenden Korridoren der Terrassen weiter unten. Vor uns liegen nun drei kreisförmige Terrassen.
Auf den Terrassen sind 72 mit Gittersteinen aufgebaute Stupas geometrisch angeordnet (kleine stupenförmige Bauten), die jeweils Statuen des Buddha Vajrasatwa beinhalten. Die Philosophie, die hinter diesen eingesperrten Buddhas steht, ist komplex und noch nicht vollständig erforscht. Vielleicht stellen die gitterförmigen Strukturen eine siebförmige Grenze dar, die die Welt der Gegenständlichkeit von der Welt der Gegenstandslosigkeit abgrenzt. Zu beachten ist, dass die Löcher auf den ersten beiden Terrassen rautenförmig sind, die der obersten Terrasse aber quadratisch.

### Buddha-Statuen

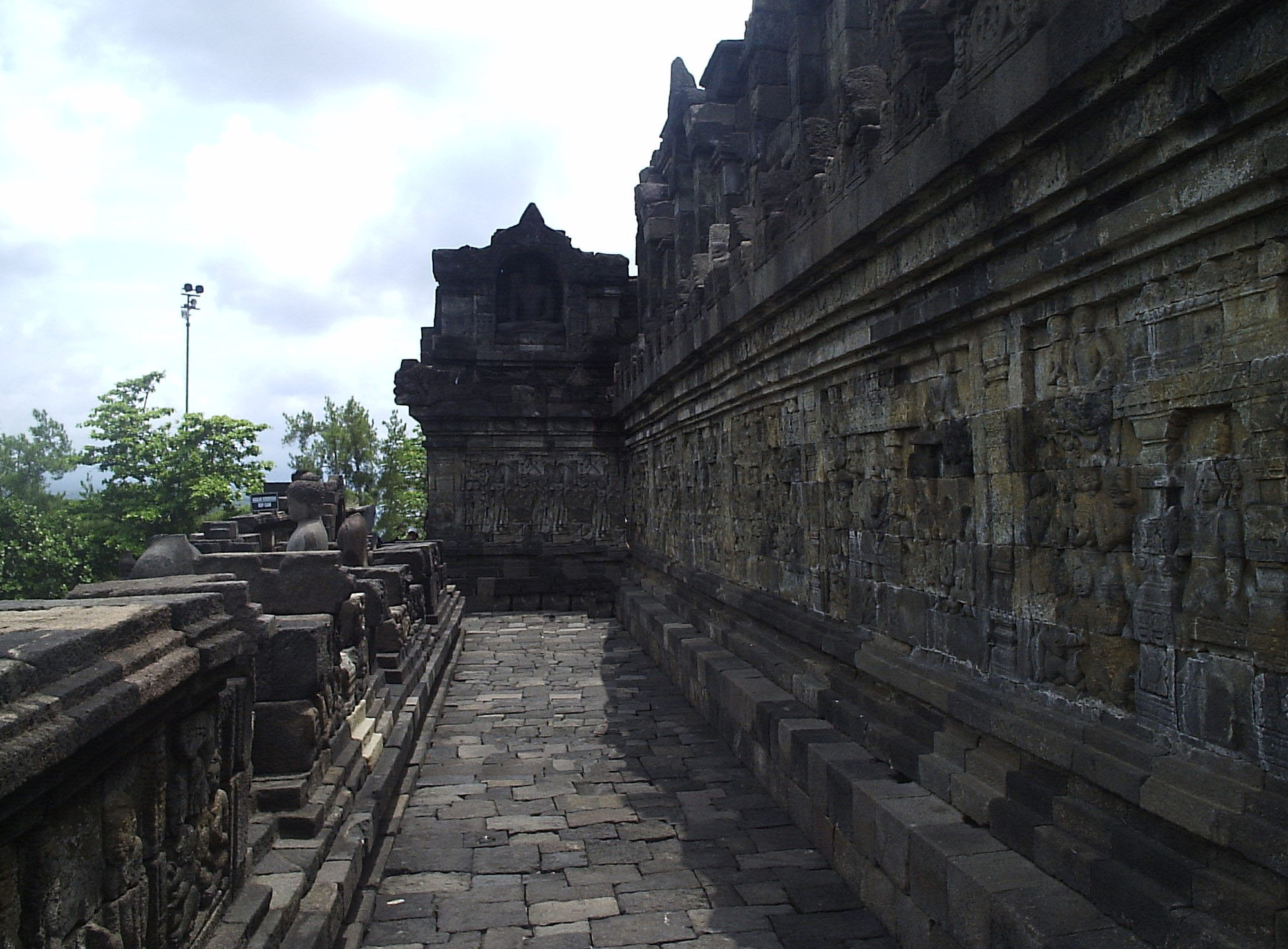
Links Buddha-Statuen in Nischen, rechts das Relief

Im Rupadhatu befinden sich die Buddhastatuen in den Nischen der Balustraden auf den vier Terrassen. Auf der ersten Terrasse gibt es 104 Nischen, auf der zweiten ebenfalls 104, auf der dritten Terrasse 88, auf der vierten 72 und auf der fünften 64, so dass es sich ursprünglich um insgesamt 432 Statuen gehandelt hat.
Auf den drei oberen, kreisförmigen Terrassen, dem Arupadhatu, befinden sich Dhyani-Buddhas oder meditierende Buddhas in insgesamt 72 mit Gittersteinen aufgebauten, scheinbar perforierten Stupas, die in drei konzentrischen Kreisen auf je einer runden Terrasse angeordnet sind. Auf der ersten runden Terrasse befinden sich 32 Stupas, auf der zweiten 24 und auf der dritten 16 Statuen.
Es waren also ursprünglich auf dem gesamten Komplex insgesamt 504 Buddhastatuen vorhanden, davon sind heute etwa 300 verstümmelt – meist fehlt ihnen der Kopf – und 43 fehlen vollständig.
Auf den ersten Blick scheinen alle Buddha-Statuen gleich auszusehen, aber bei näherem Hinsehen unterscheiden sich die Statuen hauptsächlich durch die Haltung ihrer Hände (Mudra) voneinander. Die Statuen in den Nischen auf den ersten vier Balustraden zeigen verschiedene Mudras, auf jeder Seite des Monuments befinden sich Statuen mit der gleichen Handhaltung. Die Statuen auf der fünften Balustrade jedoch haben alle die gleiche Handhaltung, ebenso wie die 72 Statuen auf den kreisförmigen Terrassen.
Es gibt also am Borobudur Buddha-Statuen mit insgesamt fünf verschiedenen Mudras, entsprechend
dem Mahayana-Konzept der fünf Dhyani-Buddhas. Auch die fünf Himmelsrichtungen des Kompasses (Ost, Nord, West, Süd und Zenit) finden hier ihre Entsprechung, dabei wird jede Himmelsrichtung von einem Buddha beschützt: Vairocana im Zenit, Akshobhya im Osten, Amoghasiddhi im Norden, Amitabha im Westen und Ratnasambhava im Süden. Jedem Buddha ist eine Mudra zugeordnet:

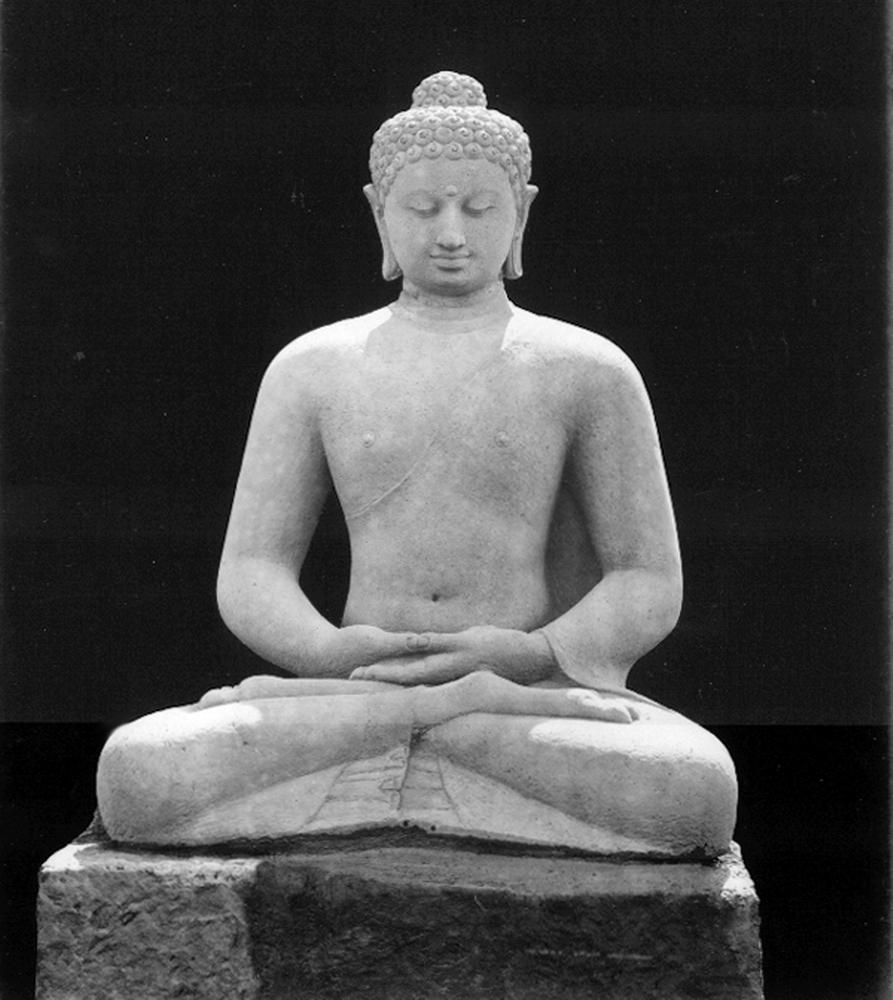
Amitabha-Buddha der Westseite

- „Bhūmisparśa Mudrā“ des Buddha Akshobhya (Aksobhya) im östlichen Quadranten: seine linke Hand liegt mit der Handfläche nach oben im Schoß, mit seiner nach unten gewandten rechten Handfläche ruft er den Geist der Erde an, um seinen Sieg über die schlechten Geister sowie seine innere Stärke zu bezeugen.
- „Abhaya Mudrā“ des Buddha Amoghasiddhi im nördlichen Quadranten: Seine rechte emporgehobene Hand zeigt mit der Handfläche nach außen die Geste der Furchtlosigkeit.
- „Dhyāna Mudrā“ des Buddha Amitabha im westlichen Quadranten: Beide Hände liegen aufeinander, Handflächen nach oben im Schoß und zeigen so die Geste der Meditation.
- „Varada Mudrā“ des Buddha Ratnasambhava im südlichen Quadranten: Seine rechte Hand ruht auf dem rechten Knie, die offene Handfläche nach oben und zeigt so die Geste der Wunschgewährung.
- „Vitarka Mudrā“ des Buddha Vairocana auf der fünften Terrasse: die Geste der kreisförmig gebogenen Finger der rechten Hand zeigt, dass er Belehrungen mit einem ehrlichen und reinen Herzen vergibt (Geste der Unterweisung).

## Pilgerweg

Lage der drei buddhistischen Tempel auf einer Ost-West-Achse

Am früheren Pilgerweg nach Borobudur stehen zwei weitere, kleine buddhistische Tempel: Der Tempel von Mendut (ca. 4 km vor Borobudur) und der Tempel von Pawon (ca. 2 km vor Borobudur), die beide ebenfalls zum UNESCO-Welterbe gehören.
- Candi Mendut, etwa vier Kilometer östlich des Borobodur, hat einen quadratischen Grundriss und einen hohen Sockel. Nach Nordwesten, der Eingangsseite, ist das Quadrat durch einen Vorbau verlängert. Hier führt eine vierzehnstufige Treppe auf einen breiten Umwandlungspfad (Pradakshinapatha), der vom Pilger im Uhrzeigersinn umschritten wird. Damit erweist dieser dem Buddha seine Verehrung, bevor er das Innere betritt, wo er im Hauptraum drei große Trachytstatuen vorfindet: In der Mitte sitzt Buddha Vairocana als Lehrer der Menschheit, jedoch nicht im Lotossitz, sondern in europäischer Weise mit nebeneinander stehenden Füßen. Es ist die kunsthistorisch bedeutendste Buddhafigur Javas. Umgeben ist er von zwei Bodhisattvas, zu seiner Linken Avalokiteshvara, rechts Manjushri. Die Außenseiten der Treppe sind reich mit Relief-Jatakas verziert, ebenso ein Band um den ganzen Sockel mit 31 Feldern. Das Treppengeländer wird – wie so oft in Südostasien – im Kala-Makara-Motiv dargestellt. Das pyramidenförmig angelegte Dach des Tempels steigt in drei Stufen auf, die Bekrönung (wahrscheinlich ein Stupa) fehlt jedoch. Candi Mendut wurde mehrmals verändert, eine Restaurierung des Urzustands ist nicht mehr möglich.
- Auch Candi Pawon, zwischen Borobodur und Candi Mendut, liegt auf der Ost-West-Linie des Pilgerwegs und wurde wie diese in der Zeit der Sailendra-Dynastie (8./9. Jahrhundert) erbaut. In der architektonischen Struktur und in den Verzierungen ähnelt er dem Mendut, ist aber kleiner und vollständiger, das heißt, sein Dach ist von vier kleinen und einem größeren Stupa bekrönt. Die Reliefs an der Außenwand zeigen auf jeder Seite einen Lebensbaum (Kalpavriksha), flankiert von Kinnara-Kinnaris, darüber „in den Wolken“ Apsaras. Wie bei Mendut hat der Innenraum ein Kraggewölbe; die Kultbilder sind verschwunden.

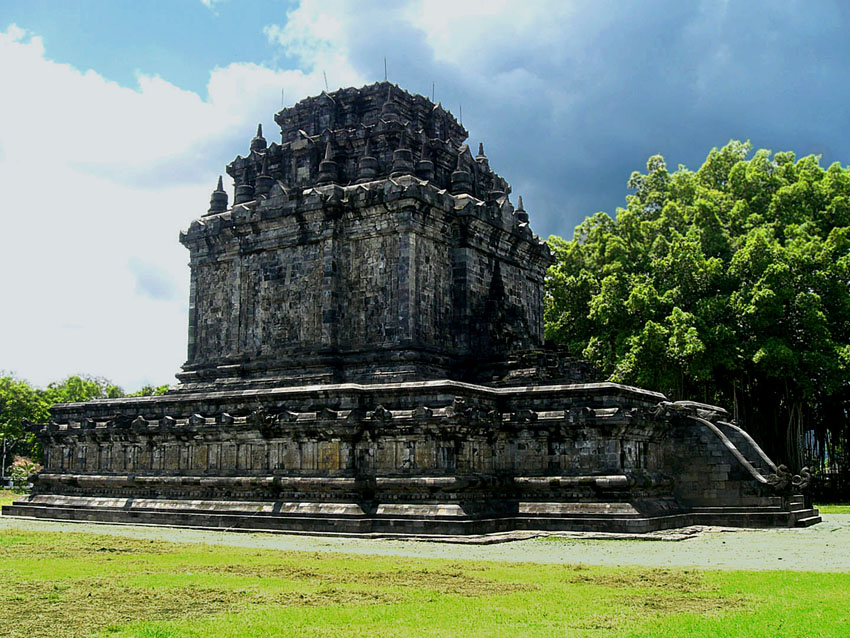
Candi Mendut
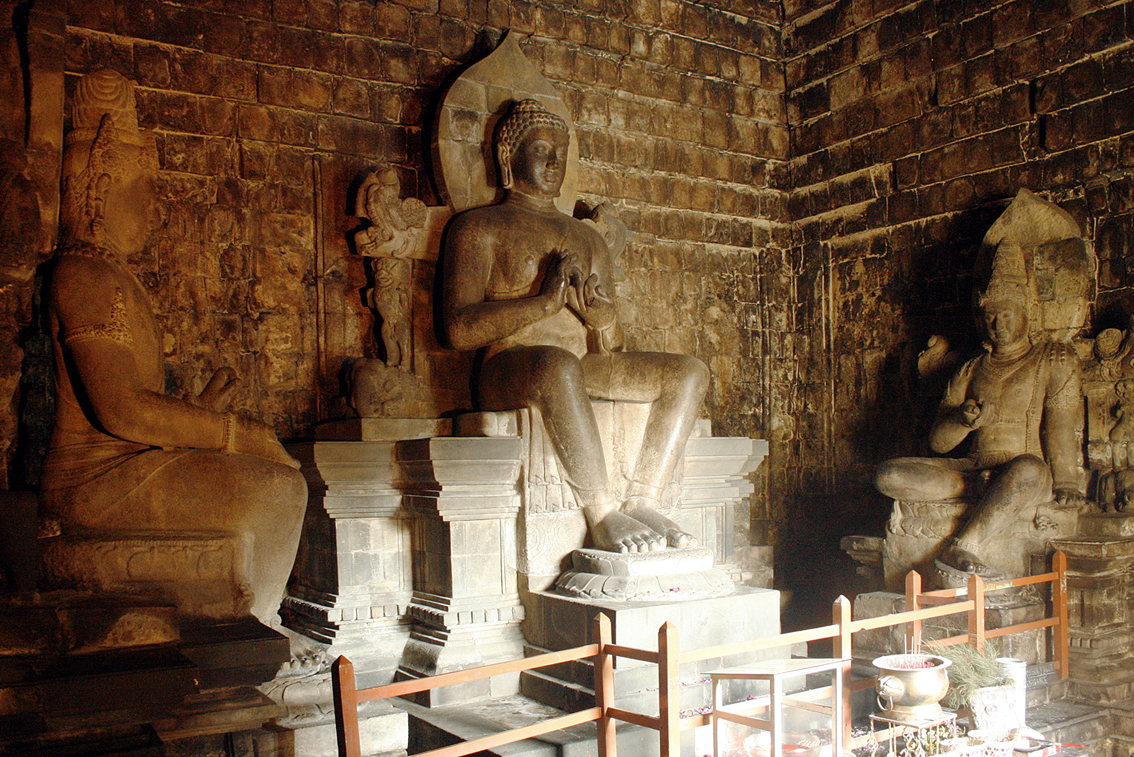
Innenraum
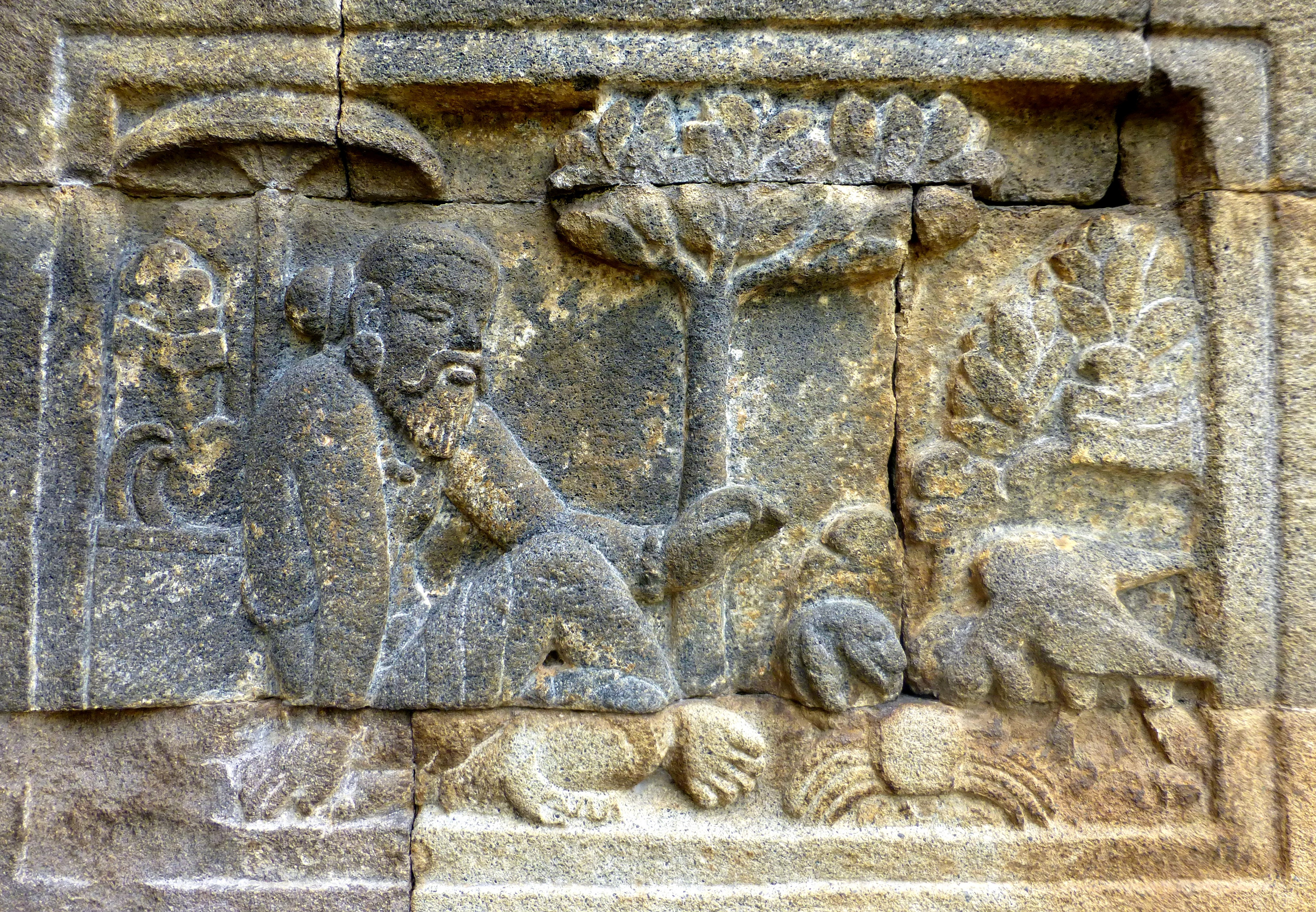
Schmuckplatte: Der Brahmane und die Krabbe
Hariti-Relief an der Nordwand des Tempels
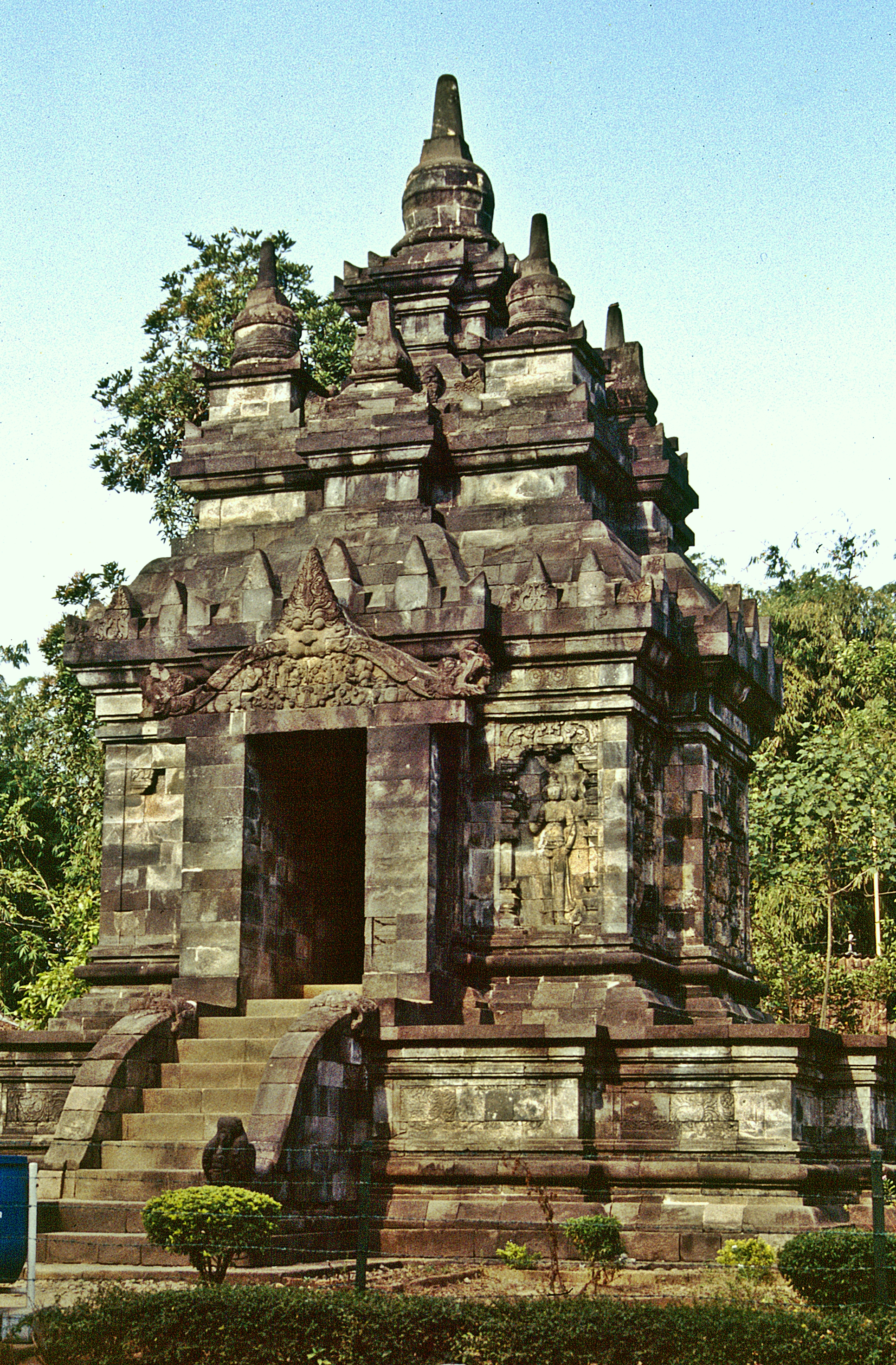
Candi Pawon
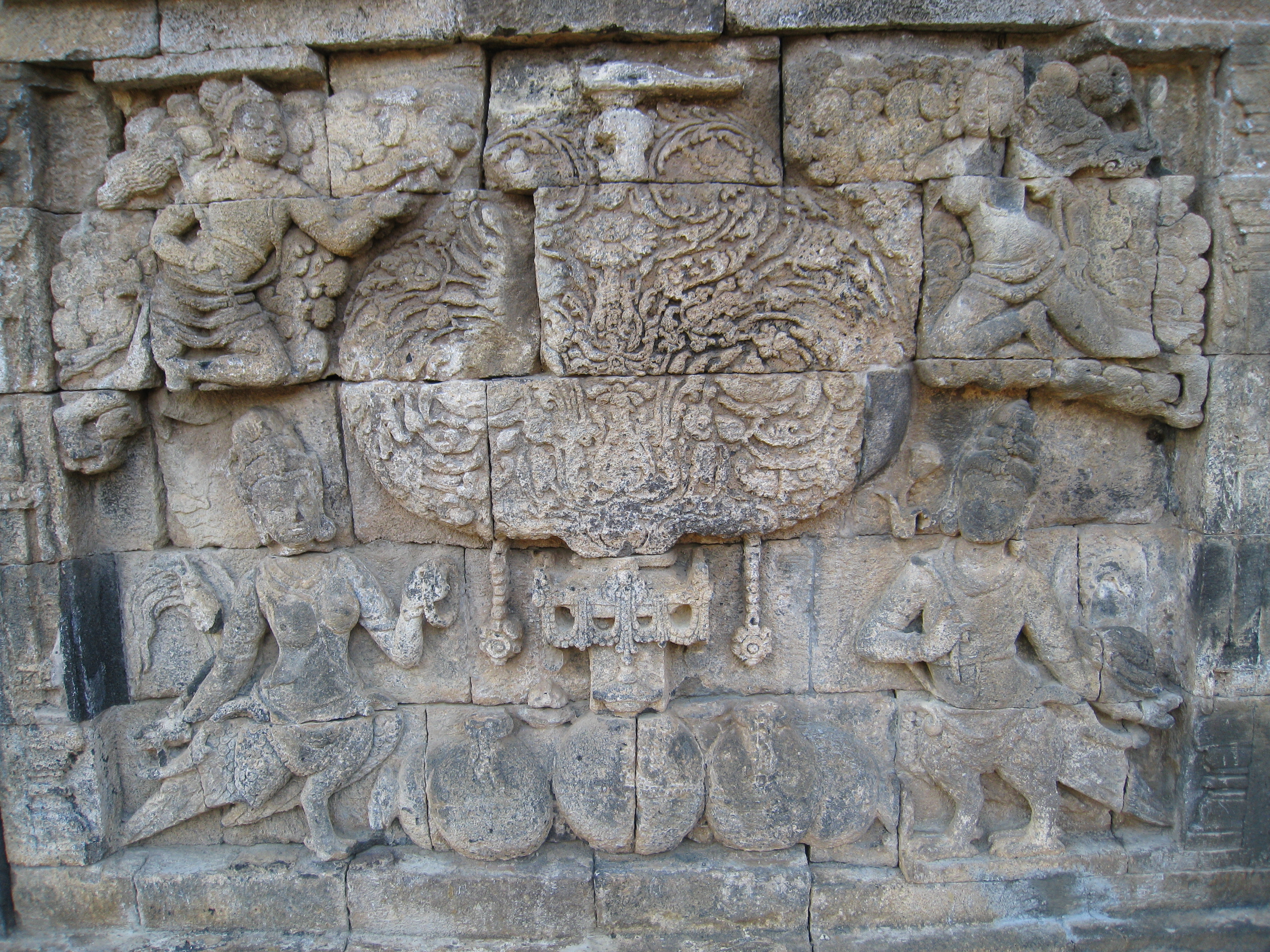
Lebensbaum-Relief der Außenwand

## Bedeutung
Borobudur ist nicht nur ein einzigartiges religiöses Denkmal, sondern auch eine wichtige Quelle für Informationen zur javanischen Geschichte. Die dargestellten Personen, ihre Kleidung, Häuser, Wagen, Schiffe, Geräte, Instrumente, Tänze etc. zeigen das höfische und bäuerliche Leben im Java des 9. Jahrhunderts, wie es sonst nirgends dokumentiert ist.
Das auf dem Gelände des Komplexes befindliche Archäologische Museum bewahrt zahlreiche bei der Restaurierung 1973–1983 ausgetauschte Originalsteine und -Buddhas auf. Außerdem wird ausführlich über die Restaurierungsmaßnahmen berichtet.